# Hernán Ruiz de Villegas
Fernán o Hernán Ruiz de Villegas (Burgos, 3 de abril de 1510-1572) fue un humanista, poeta y dramaturgo latino español.

## Biografía
Nacido en Burgos en 1510, hijo de Inés de la Cadena; estudió letras y fue discípulo de Juan Luis Vives y de Guillaume Budé. En París alcanzó el grado de maestro en Artes y el 11 de agosto de 1536 se matriculó en la Universidad de Lovaina. Se relacionó además con Juan de Verzosa entre 1542 y 1546, intercambiando con él poemas y epístolas laudatorias. Escribió una égloga a la muerte de Vives con dedicatoria a doña Mencía de Mendoza que G. Villoslada considera comparable a las de Jacopo Sannazaro. También compuso un planto a Luisa Sigea y dedicó unos versos a Erasmo. De regreso a España casó en 1552 con María Ana de Lerma, pero enviudó muy pronto. Fue caballero de las órdenes de Santiago y de Cristo y desempeñó el cargo de corregidor sucesivamente en Zamora, Burgos y Córdoba, de estas dos últimas ciudades entre 1569 y 1571.
Mantuvo abundante correspondencia con Vives, Budé, el obispo de Pamplona Antonio de Fonseca, el historiador Gonzalo de Illescas y Luisa de Sigea. Sus poesías latinas permanecieron inéditas hasta el siglo XVIII, cuando las halló el deán Martí, quien descubrió una copia entre los libros que adquirió el marqués de Villatorca, Juan Basilio Castelví, en el puerto de Mahón. Él se ocupó de su transcripción y publicación con el título Ferdinandi Ruizii Villegatis burgensis, Quae exstant opera. Emmanuelis Martini Alonensis Decani studio emendata (Venecia, 1734). Villegas escribió seis églogas sobre temas amorosos (como la primera, Mariana, dedicada a su esposa) o fúnebres (a Vives y a Budé) y tres epístolas morales en verso con el título Sermones. Dedicada la primera al obispo de Pamplona Antonio de Fonseca, describía en ella la ciudad y sus habitantes. En la segunda defendía que es la razón lo que distingue a los hombres, combatiendo la idea sostenida por Juan Pesquera de que lo que hace al ser humano es el caminar erguido; por fin, en la tercera invitaba a hacer uso de la razón para sobrellevar los perjuicios derivados de la inevitable existencia de enemistades. También compuso ejercicios escolares —Aesopi Fabulae— y epigramas —Carminum variorum— principalmente dedicados a sus amigos y a su amada Mariana en un tono petrarquista algo estereotipado.
Más tardía es la publicación de un segundo libro escrito por Ruiz de Villegas entre 1566 y 1572, este en prosa castellana: el Tratado de cavallería a la gineta dedicado a su hijo Pedro Fernández de Villegas para iniciarlo en el arte de montar a caballo, manuscrito conservado en la British Library (Unión de Bibliófilos Taurinos, 2012). Su testamento lo editó, con comentario previo, Moreno Gallego, en 2005.

## Obras
- Eglogae et epitaphia, manuscrito en la Biblioteca del Real Monasterio de El Escorial.
- Ferdinandi Ruizii Villegatis Burgensis quae extant Opera, Emmanueles Martín Alonensis Decani studio emendata et ad fidem Casteluiniani Codicis Correcta a Bernardo Andrea Lama, iterum recognita ac recensita, nunc primum prodeunt iussu excellentissimi Domini J. Basilii a Castelvi, Venecia, Baptista Albrizzus Hieron. Fil., 1734.
- Tratado de cavallería a la gineta, Unión de Bibliófilos Taurinos, 2012.